# ژان مونتفورت، ارباب صور
ژان مونتفورت، ارباب صور (فرانسوی: Jean‎; م. ۲۷ نوامبر ۱۲۸۳)، ارباب تورون از سال ۱۲۵۷ تا ۱۲۶۶ و ارباب صور از سال ۱۲۷۰ تا ۱۲۸۳ بود. وی پسر فیلیپ مونتفورت و ماریا انطاکیه-ارمنستان بود.
زمانی که وی به سن قانونی رسید، ارباب‌نشین تورون را از پدرش دریافت کرد اما ممالیک آن را در ۱۲۶۶ تصرف کردند. در ۲۲ سپتامبر ۱۲۶۸ با ماگارت، دختر هنری انطاکیه و ایزابلا قبرسی و خواهر هیو سوم، پادشاه قبرس ازدواج کرد. پس از تقل پدرش در سال ۱۲۷۰ توسط حشاشین، ژان جانشین وی در صور شد تا زمان مرگش عهده‌دار این مقام ماند.